# Basic Element

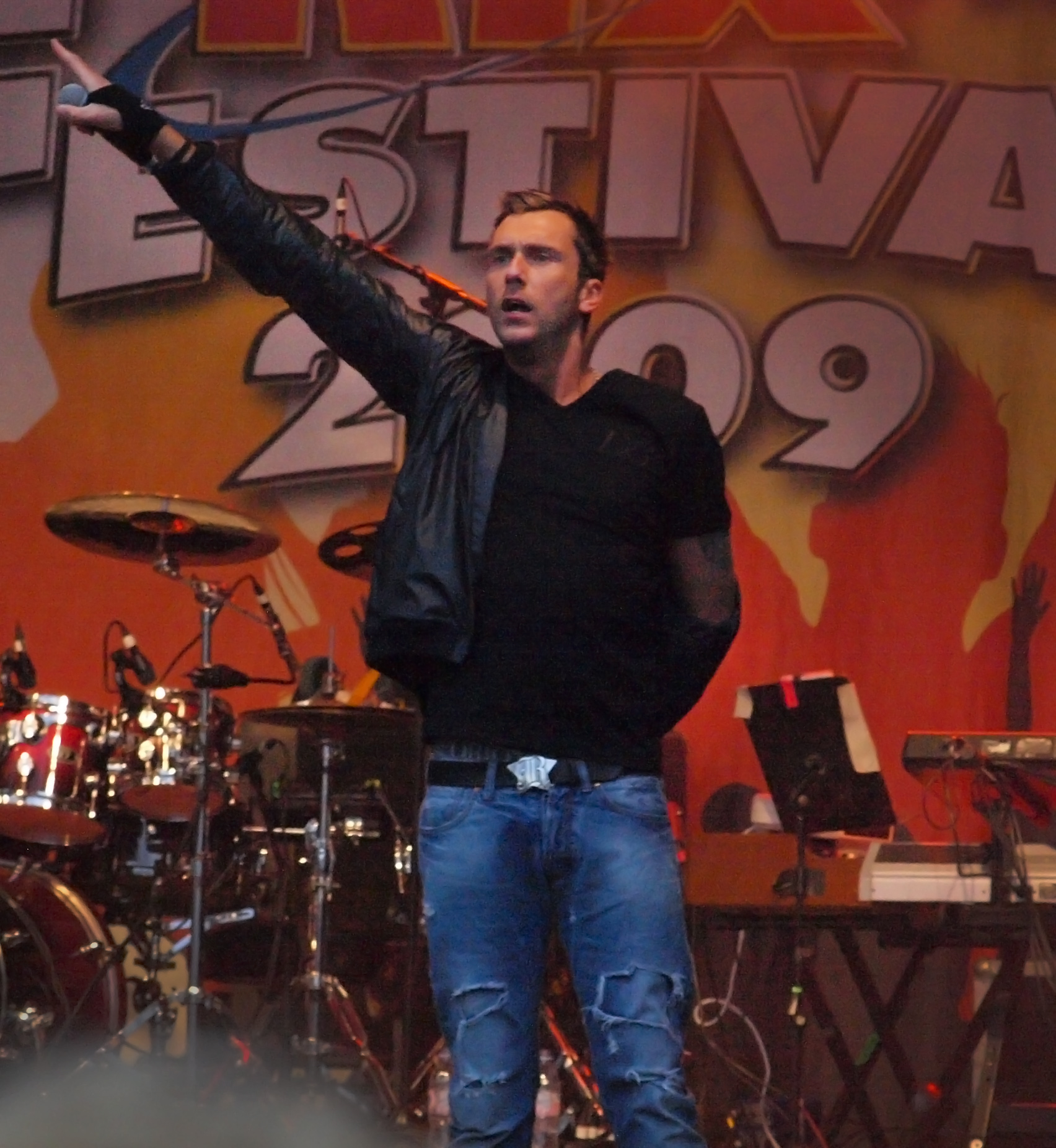
Peter Thelenius på scen i Falun, juni 2009.

Basic Element är en svensk musikgrupp inom eurodance. Gruppen kommer från Malmö och bestod ursprungligen av Peter Thelenius (Petrus), keyboardisten Cesar Zamini och sångerskan Zetma Prenbo. För närvarande består gruppen av Peter Thelenius och hans band som fortfarande levererar 60-100 spelningar varje år på de största 90-tals festivalerna runt om i Europa. 

## Historia
Peter Thelenius och Cesar Zamini startade gruppen 1992 och ansökte via arbetsförmedlingen efter en sångerska och fann Zetma Prenbo. 1993 fick de skivkontrakt hos EMI Records och deras första singel "Move me" släpptes. Denna följdes 1994 av den stora hiten "The Promise Man" vilken bland annat blev etta på Trackslistan.
1995 slutade Prenbo i bandet då hon blev gravid, hon ersattes av Saunet Sparell. Ett nytt album med bland annat singellåtarna "The Ride" och "The Fiddle" släpptes. 1995 började Thelenius och Zamini bli oeniga om bandets framtid och Zamini lämnade bandet. Thelenius har därefter själv fortsatt med bandet. På det tredje albumet Star Tracks ändrades soundet och blev mer likt 1970-talets disco. Därefter tog bandet en paus och Thelenius släppte 1997 en soloskiva vid namn Petrus. 1998 kom Basic Element tillbaka med ett nytt album med det ursprungliga eurodancesoundet och med Marie Fredriksson (som ej ska förväxlas med sångerskan i Roxette) som ny sångerska.
Från 1999 tog de två medlemmarna en längre paus från Basic Element, men 2005 återkom gruppen med en omgjord version av sin gamla hit "This must be a dream" från 1995, och med Jonas Wesslander som ny medlem i bandet. I februari 2006 släpptes en ny singel vid namn "Raise the gain" med ett lite annorlunda sound. Den 7 februari 2007 släppte Basic Element sitt comeback-album The Empire Strikes Back. 2007 lämnade Marie Fredriksson gruppen och ersattes av Andrea Myrander som sångerska. Hon lämnade gruppen i januari 2011 men gjorde comeback 2014. Nuvarande bandet består av Peter Thelenius, Linda (fd. Rosing) Thelenius och Jonas Wesslander.[när?]

## Diskografi

### Album
- Basic Injection (1994)
- The Ultimate Ride (1995)
- Star Tracks (1996)
- The Earthquake (1998)
- The Empire Strikes Back (2007)
- The Truth (2008)

### Singlar
- "Move Me" (1993)
- "The Promise Man" (1993)
- "Touch" (1994)
- "Leave It Behind" (1994)
- "The Ride" (1995)
- "The Fiddle" (1995)
- "This Must Be A Dream" (1995)
- "Queen Of Love" (1995)
- "Shame" (1996)
- "Rule Your World" (1996)
- "Heaven Can't Wait Just For Love" (1996)
- "Rok The World" (1998)
- "Love 4 Real" (1999)
- "Earthquake" (Promo) (1999)
- "This Must Be A Dream 2005" (2005)
- "Raise The Gain" (2006)
- "I'll Never Let You Know" (2006)
- "To You" (2007)
- "Feelings" (2008)
- "Touch You Right Now" (2008)
- "Got You Screaming" (2010)
- "Turn Me On" (2011)
- "Shades" (2012)
- "Someone Out There" (2014)
- "Good to You" (2016)